# Siro
Siro (em grego: Σύρος; romaniz.: Síros, ou Σύρα, Síra), também Siros ou Sira, é uma ilha grega das Cíclades, no mar Egeu, a 144 quilômetros ao sudeste de Atenas. A ilha, anteriormente pertencente à antiga prefeitura das Cíclades, atualmente constitui a unidade regional de Siros, à qual pertencem as localidades de Hermópolis, Ano Syros e Posidônia. Hermópolis é a capital da ilha e também das Cíclades.
Sua população em 2001 era de 19 782 habitantes, e ocupa uma área de 102,4 quilômetros quadrados

## Hermópolis
Hermópolis, a "Rainha das Cíclades", situa-se num sítio com formato natural de anfiteatro, com edifícios neo-clássicos, velhas mansões e brancas casas que descem pelas faldas até o porto. Chamada de "Cidade de Hermes", possui numerosas igrejas - as mais interessantes delas as de Metamorphosis, Koimisis, S. Demetrius, Três Hierarcas, Anastasis, Evangelistria e a de S. Nicolas.
O Museu Arqueológico possui uma coleção de notáveis peças da antiguidade. A cidade sempre foi um importante centro portuário, e durante o século XIX superava em significância até mesmo o Pireu.

## Ano Syros
Ano Syros é a segunda cidade mais importante de Siro e foi construída pelos venezianos no começo do século XIII nas colinas de São Jorge, a noroeste de Hermópolis. Ano Syros mantém uma atmosfera medieval com ruas estreitas e casas com portas coloridas que levam à parte alta da cidade. A distância entre o porto e a principal entrada da cidade é de aproximadamente 3 500 metros. A basílica católica de São Jorge domina a paisagem urbana, tendo sido erguida aina no século XIII e dali avistam-se as ilhas vizinhas de Tinos, Delos, Miconos, Paros, Andros e Naxos.

## História

### Antiguidade
Era o país do criador de porcos Eumeu, descrito na Odisseia (XV, 403 sq.)  e do filósofo Ferécides, filho de Babys, professor de Pitágoras.
Durante os tempos romanos a capital de Syros era situada na área hoje correspondente a Ermoupoli. Ao fim da era antiga as invasões bárbaras e dos piratas, que infestaram o Egeu por muitos séculos, fizeram Syros declinar. Durante o período bizantino Syros era parte do Aegean Dominion, junto às outras ilhas Cíclades. Em 1204 foi conquistada pelos venezianos e francos, tornando-se então domínio de Veneza, como parte do Ducado do Egeu, iniciando o período latino, quando foi fundada Ano Syros e a maioria da população tornou-se católica, embora mantivesse a língua grega. Durante os três séculos e meio que durou o Ducado do Egeu, Siro possuiu um regime feudal singular.

### Domínio otomano
Na metade do século XVI os otomanos ocuparam a ilha e o ducado caiu. Negociações das autoridades locais, entretanto, conseguiram privilégios significativos para as Cíclades, como a redução de tributos e liberdade religiosa.
Ao mesmo tempo, seguindo um acordo celebrado entre a França, o Vaticano e as autoridades otomanas, os católicos da ilha receberam a proteção dos franceses e dos romanos, um privilégio mantido por séculos. Na segunda metade do século XVII as ilhas do Egeu viveram um período de recuperação econômica, atingindo seu clímax na virada dos séculos XVIII e XIX. O regime especial das ilhas permitiu-lhes ter um governo local autônomo. O declínio da pirataria ocorreu no começo do século XIX, conduzindo à gradual liberação das rotas do Mediterrâneo oriental.
Graças à sua estratégica posição, Siro tornou-se um conhecido entreposto marítimo. Além disso, as especiais condições sociais, religiosas e institucionais que permaneceram fizeram com que os syriotas mantivessem a neutralidade durante a Revolução Grega de 1821. Como resultado, Syros tornou-se um abrigo seguro durante as lutas, atraindo muitos refugiados gregos da Ásia Menor, Quíos, Spetses, Psara, Aivali, Esmirna, Kydonia, Kassos e outros. Recém-chegados, principalmente marinheiros e comerciantes, deram novo dinamismo à ilha que, junto ao desenvolvimento demográfico e econômico, transformou-se em centro administrativo e cultural.
Entre 1822 e 65, Ermoupoli foi reconstruída em estilo neo-clássico, ao tempo em que mesclava o classismo grego com elemento da Renascença. Muitas obras, como a Prefeitura (projetada pelo famoso arquiteto alemão Ernst Ziller), o teatro Apollon (versão menor do teatro Scala de Milão, do arquiteto italiano Campo) e outros prédios importantes foram erguidos neste período.
Diversos outros prédios foram erguidos nesse período, fazendo de Ermoupoli uma cidade moderna e com que Syro deixasse de ser uma ilha tranqüila para converter-se em efervescente centro das artes, indústrias e comércio. Graças ao seu porto excelentemente localizado, Ermoupoli tornou-se também em centro de construção e reparo de navios. Neorion foi o primeiro estaleiro da Grécia (o lugar continua até o presente como importante centro para reparo de navios).
O Cemitério Britânico de Ermoupoli possui sepultados diversos estrangeiros, mortos sobretudo durante a Segunda Guerra Mundial. Embaixadas e consulados de diversas nações, como de França, Inglaterra, Itália, Países Baixos e países da Escandinávia ligam a ilha às nações européias.
Por conta do domínio veneziano na Idade Média, os católicos passaram a ser a maioria. Entretanto, com a migração de moradores de outras ilhas essa parcela de habitantes perfaz cerca de 40% do total, sendo a maioria de ortodoxos, que convivem pacificamente. Casamentos entre-religiões são ali comuns.

## Economia

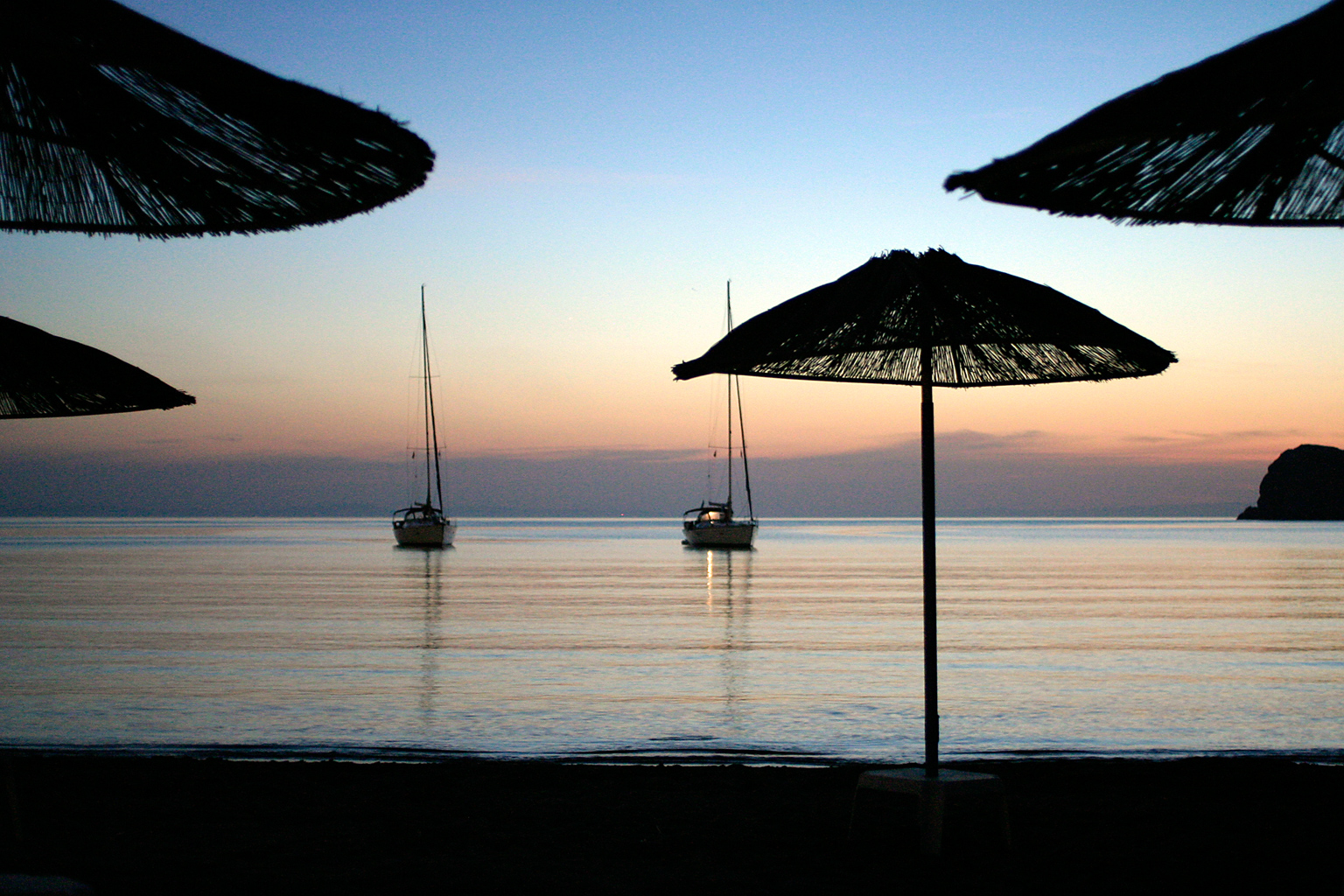
Praia de Galissas.

Desde 1830 o comércio de tecidos, seda, consertos de navios, couro e ferro desenvolveram em Syros ao mesmo tempo de um sistema bancário sólido. Uma indústria de máquinas a vapor foi inaugurada em 1856 e a ilha viveu seu breve apogeu econômico.
Hoje a ilha tem no turismo sua principal fonte de renda, em que pesa a presença de um cassino, embora a reabertura dos estaleiros de Neorion nos últimos anos tenha reacendido a economia local.

## Naturais ilustres
- Demetrius Vikelas (1835-1908) — empresário, escritor e primeiro presidente do Comité Olímpico Internacional

- Markos Vamvakaris (1905-1972) — músico

- Olga Broumas (n. 1949) — poetisa e tradutora

- Ferécides de Siro — filósofo

- Pantoleon A. Foustanos — industrial

- Anastassios ("Tassi") Vatis (1921-2000) — piloto de automóveis; vencedor da Indy Race nos anos 60 e 70

- John Vatis — campeão de corridas de lanchas

- Stelios Mainas (n. 1957) — ator